# Chrysorthenches halocarpi
Chrysorthenches halocarpi är en fjärilsart som beskrevs av John S. Dugdale 1996. Chrysorthenches halocarpi ingår i släktet Chrysorthenches och familjen Plutellidae. Inga underarter finns listade i Catalogue of Life.